# Малі Шуани
Малі Шуани (рос. Малые Шуани) — село у Ножай-Юртовському районі Чечні Російської Федерації.
Населення становить 267 осіб. Входить до складу муніципального утворення Шуанинське сільське поселення.

## Історія
Згідно із законом від 20 лютого 2009 року органом місцевого самоврядування є Шуанинське сільське поселення.

## Населення
| 1990 | 2002 | 2010 |
| ---- | ---- | ---- |
| 361  | ↘239 | ↗267 |